# Pinus jeffreyi
Il pino di Jeffrey (Pinus jeffreyi Murray) è un albero della famiglia delle Pinacee originario dell'America settentrionale. Prende il nome dal botanico scozzese John Jeffrey, attivo intorno alla metà del XIX secolo.

## Descrizione

### Portamento
Il portamento è arboreo; può raggiungere i 40 m d'altezza. La forma è a cono largo.

### Corteccia

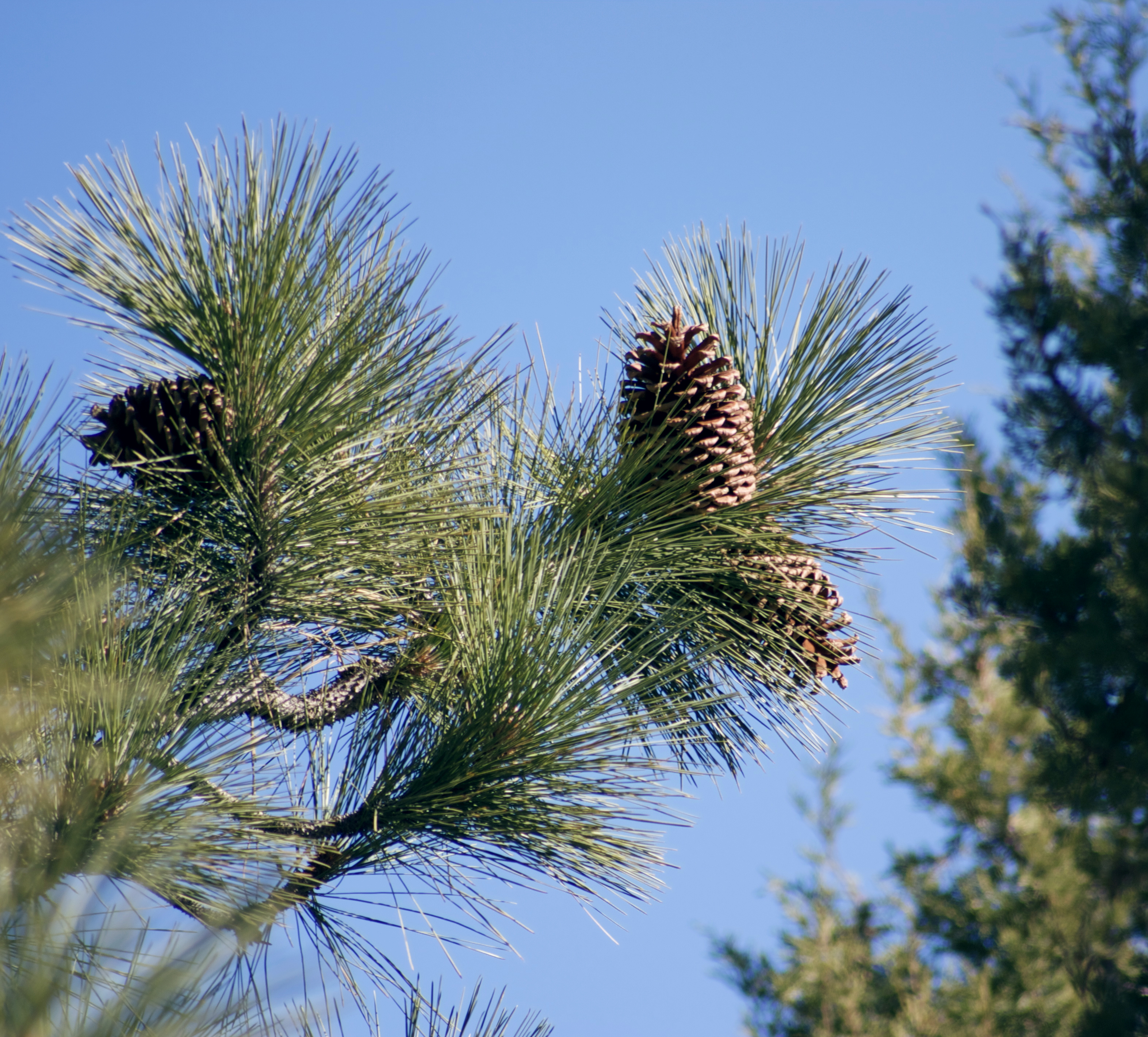
Foglie e cono femminile.

La corteccia è color grigio-marrone scuro, con fessure strette ma profonde.

### Foglie
Le foglie sono aghiformi, lunghe circa 25 cm, rigide e di colore blu-verde, riunite in gruppi di tre e portate da rami solitamente lisci.

### Coni
Gli strobili maschili sono di colore rosso che diventa poi giallo al momento dell'apertura; gli strobili femminili sono color rosso-viola, su grappoli separati sui rami giovani all'inizio dell'estate. Lo strobilo femminile origina il corpo legnoso, di colore giallo-marrone, lungo fino a 30 cm, con squame dotate di un'esile spina ricurva.

## Distribuzione e habitat
Il pino di Jeffrey è diffuso negli Stati Uniti occidentali, principalmente sui rilievi della Sierra Nevada in California, ma anche nell'Oregon sudoccidentale e nella parte settentrionale del Messico (Baja California). Cresce su pendii aridi ad altitudini elevate: dai 1500 ai 2100 m nella parte settentrionale del suo areale, mentre nella parte meridionale lo si può trovare dai 1800 ai 2900 m.

## Coltivazione
Viene coltivato come pianta ornamentale nelle aree verdi di vari paesi della fascia temperata.

## Galleria d'immagini

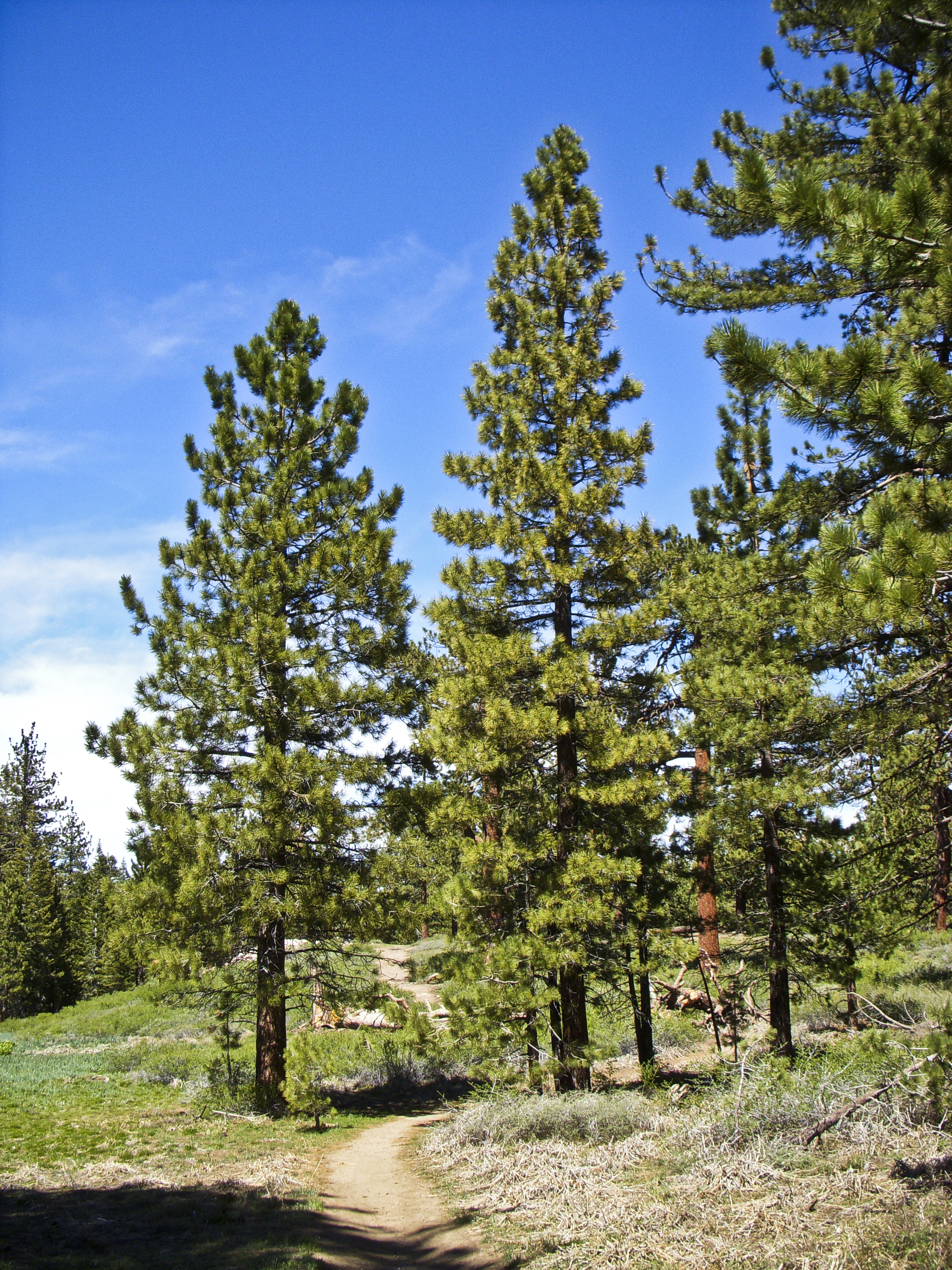
Pinus jeffreyi, California
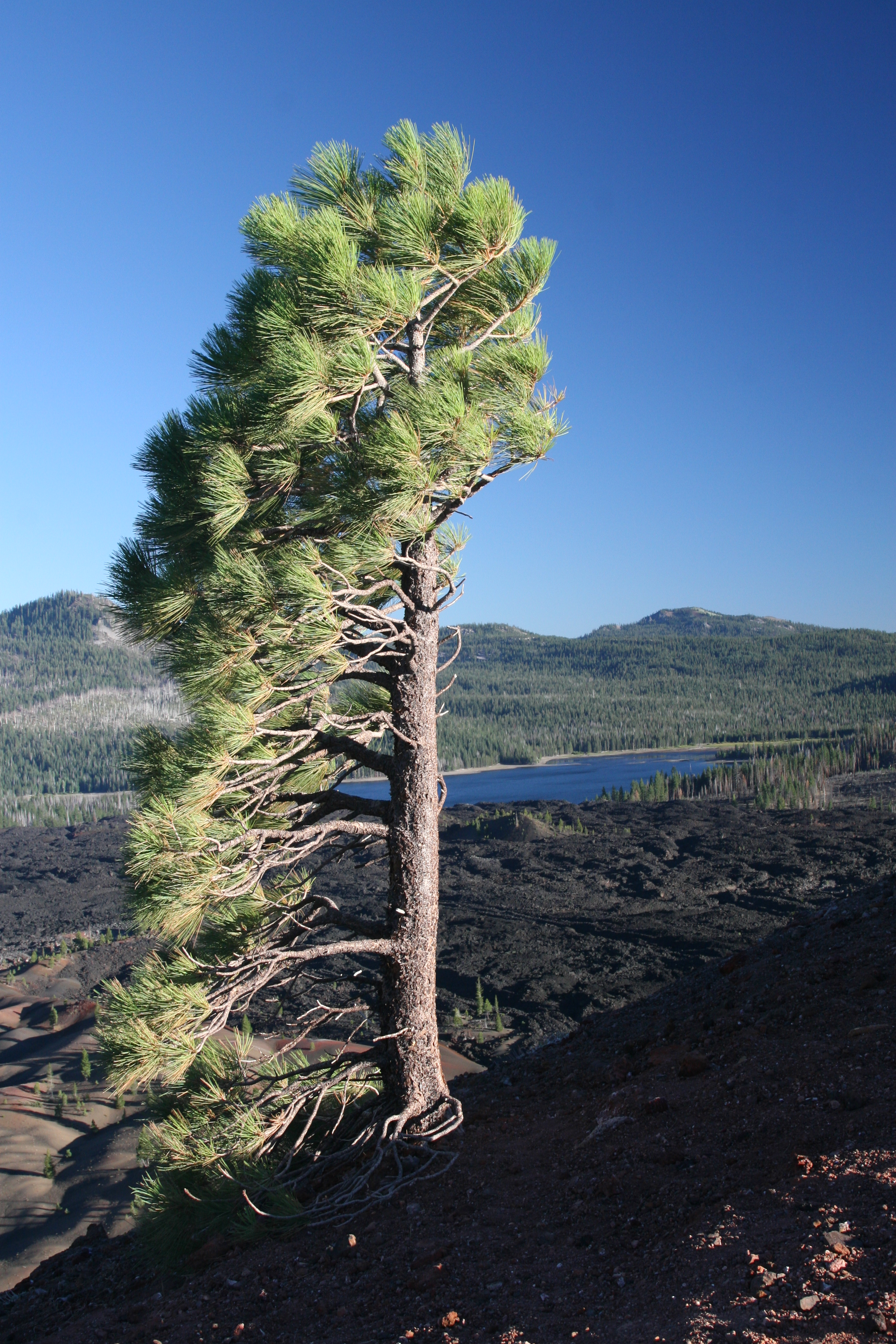
Pinus jeffreyi nel Lassen Volcanic National Park, California
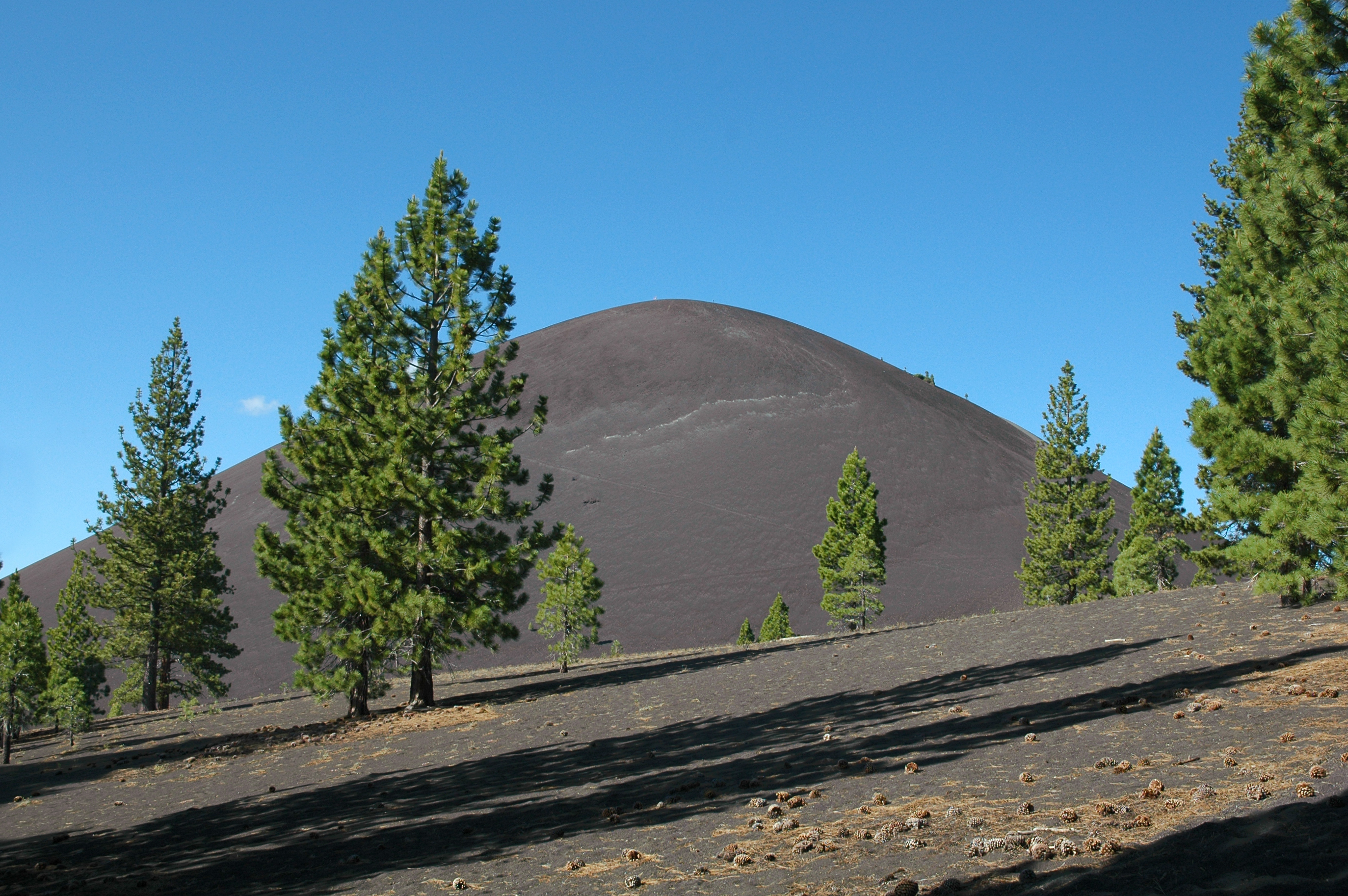
P. jeffreyi nel Lassen Volcanic National Park, California
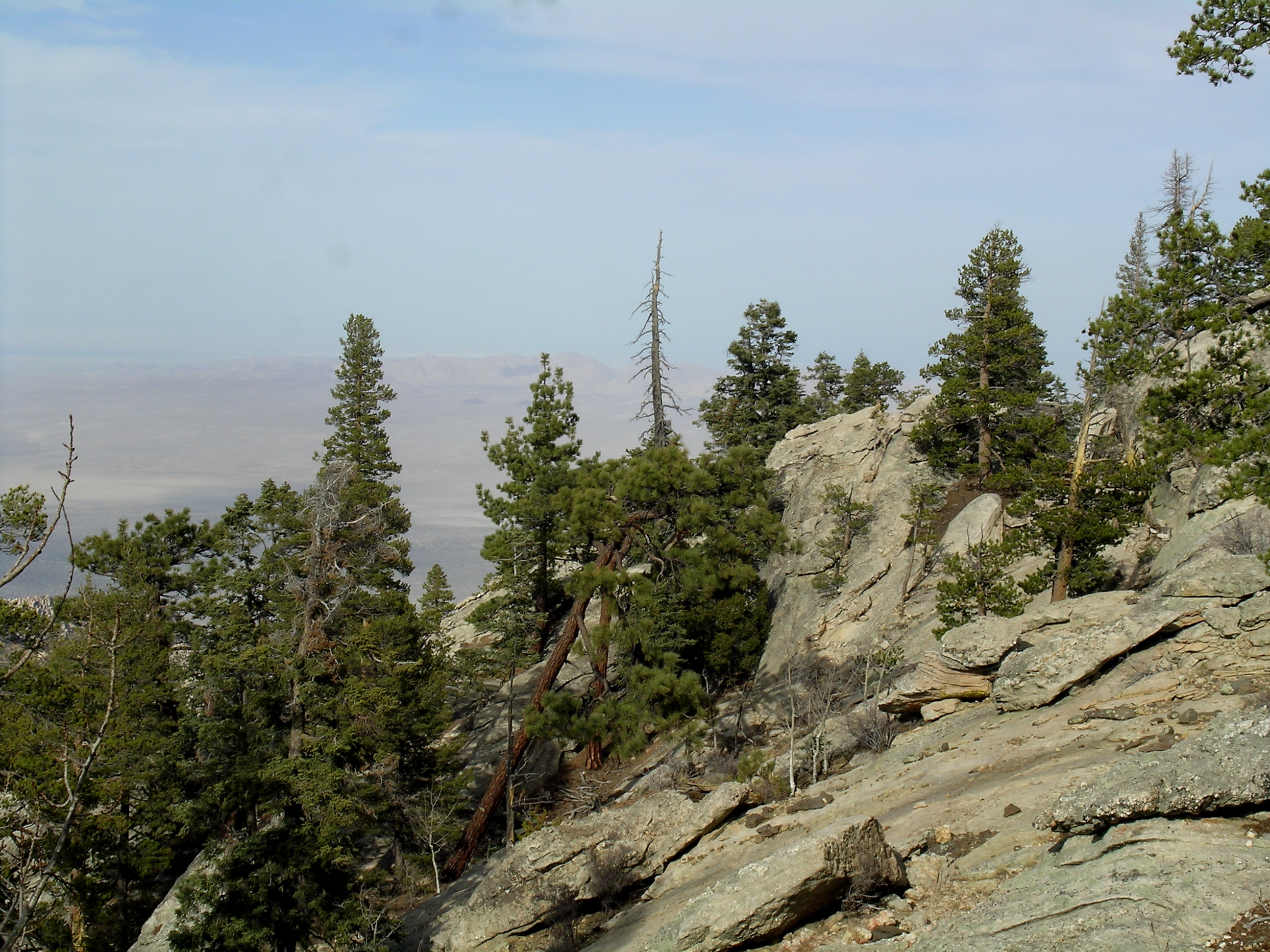
P. jeffreyi nel suo arido habitat, Sierra San Pedro Martir, Baja California
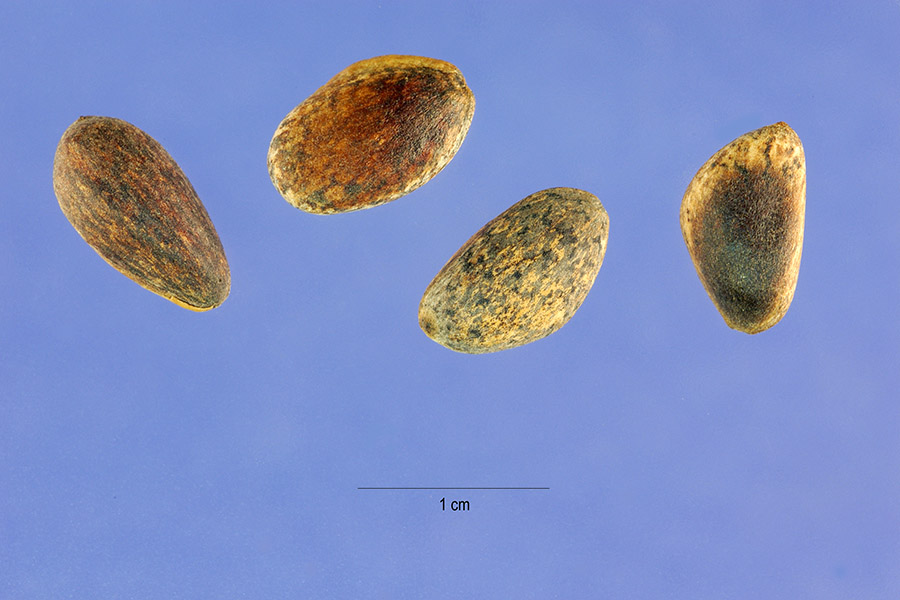
Semi di P. jeffreyi
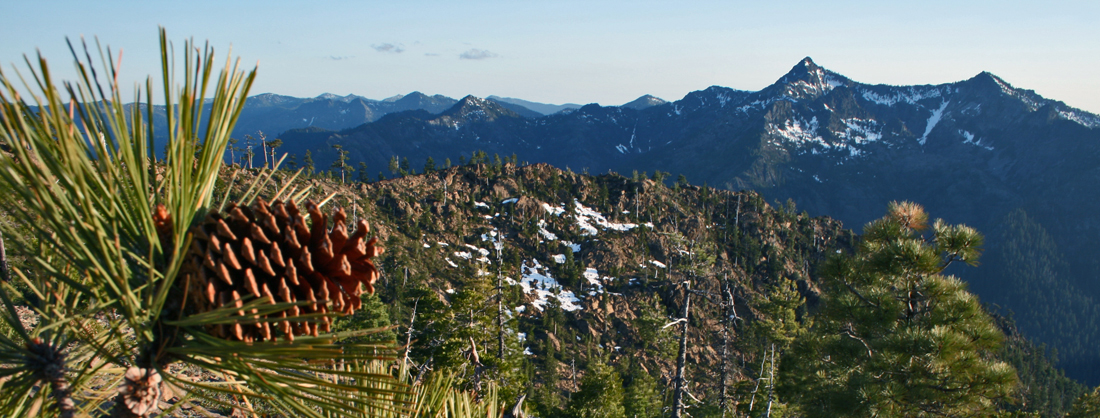